# Anjuli Ladrón de Guevara
Anjuli Mariana Ladrón de Guevara Güereña (Puerto Vallarta, 7 de octubre de 1986) es una futbolista mexicana, juega en la posición de portero y ha tenido participación con la Selección femenina de fútbol de México. Actualmente en los Tigres de México campeonas del Clausura 2019. 
Además de fútbol ha practicado rugby, box, fútbol americano, jabalina, balonmano, futsal y fútbol de playa.
Durante su carrera ha disputado dos Mundiales Juveniles (sub-19 y sub-20), unos Juegos Panamericanos, un Preolímpico y dos Universiadas Mundiales. Ha jugado de manera profesional en Estados Unidos, Ucrania, Rusia y España.

## Trayectoria
Estudió en el Tecnológico de Monterrey, de 2009 a 2012, la licenciatura de comunicación. Al mismo tiempo jugaba con el equipo de la universidad, denominado Borreguitas.
Dejó sus estudios para ir a jugar a Rusia en la Womens Champions League con el equipo Zorkiy.
Regresó a México en 2012, para en 2013 continuar sus estudios en la Universidad Latinoamericana, terminándolos en julio del 2015.
Jugó 2 Universidades Mundiales; la primera en Shenzhen, China (2011) quedando en el octavo lugar y la segunda en Kazán, Rusia (2013) quedando en segundo lugar con una medalla de plata.
Obtuvo el cuarto lugar en los Juegos Panamericanos de 2007 realizados en Río de Janeiro.

Juega actualmente desde 2019 en la Máxima categoría en la Liga MX Femenil en los Tigres (campeonas de liga 18/19) https://twitter.com/TigresFemenil/status/1149044187578404865?s=09

## Clubes
Ha participado en los siguientes clubes:
- Tigres, México (Actualmente)
- Atlas, México
- Club Magic Marin Conty, Estados Unidos
- Guadalajara, México
- FC Naftokhimk, Ucrania
- Santa Clarita Blue Heat, Estados Unidos
- Puebla, México
- FK Zorkiy Krasnogorsk, Rusia
- CD Raqui San Isidro, España
- Club Xolos, México